# Suiza en los Juegos Paralímpicos de Toronto 1976
Suiza estuvo representada en los Juegos Paralímpicos de Toronto 1976 por un total de 49 deportistas, 40 hombres y nueve mujeres.

## Medallistas
El equipo paralímpico suizo obtuvo las siguientes medallas:
| Nombre                                   | Deporte       | Evento                                              |
| ---------------------------------------- | ------------- | --------------------------------------------------- |
| Oro                                      |               |                                                     |
| Elisabeth Bisquolm                       | Atletismo     | 200 m 2 femenino                                    |
| Elisabeth Bisquolm                       | Atletismo     | 400 m 2 femenino                                    |
| Gilberte Brasey                          | Atletismo     | Disco 1C femenino                                   |
| Werner Brawand                           | Atletismo     | Peso D masculino                                    |
| Edeltraud Russo                          | Atletismo     | Peso D femenino                                     |
| Rene Kummer                              | Natación      | 100 m braza C1 masculino                            |
| Hans Rosenast                            | Tenis de mesa | Individual 1A masculino                             |
| Rainer Küschall Hans Rosenast            | Tenis de mesa | Dobles 1A masculino                                 |
| Erich Buehler Ignaz Casutt Peter Mrose   | Tenis de mesa | Equipo 3 masculino                                  |
| Plata                                    |               |                                                     |
| Gilberte Brasey                          | Atletismo     | Jabalina 1C femenino                                |
| Gilberte Brasey                          | Atletismo     | Peso 1C femenino                                    |
| Edeltraud Russo                          | Atletismo     | Disco D femenino                                    |
| Marguerite Grosjean                      | Atletismo     | Peso A femenino                                     |
| Caroline Troxler-Kung                    | Atletismo     | Pentatlón 1B femenino                               |
| Rene Kummer                              | Natación      | 100 m espalda C1 masculino                          |
| Rene Kummer                              | Natación      | 100 m libre C1 masculino                            |
| Rene Kummer                              | Natación      | 200 m estilos C1 masculino                          |
| Hans Schmid                              | Natación      | 100 m mariposa D masculino                          |
| Rainer Küschall                          | Tenis de mesa | Individual 1A masculino                             |
| Martin Stadler                           | Tiro          | Rifle 2-5 mixto                                     |
| Jack Hautle Eugen Schuler Martin Stadler | Tiro con arco | Ronda noveles y tetrapléjicos por equipos A-C mixto |
| Bronce                                   |               |                                                     |
| Gilberte Brasey                          | Atletismo     | 60 m 1C femenino                                    |
| Gilberte Brasey                          | Atletismo     | Eslalon 1C femenino                                 |
| Marguerite Grosjean                      | Atletismo     | Disco A femenino                                    |
| S. Carraz                                | Atletismo     | Jabalina de precisión 1C-5 femenino                 |
| Eva Burgunder                            | Atletismo     | Peso 5 femenino                                     |
| Fabian Kohlbrenner                       | Atletismo     | Peso 1B masculino                                   |
| Caroline Troxler-Kung                    | Atletismo     | Peso 1B femenino                                    |
| Caroline Troxler-Kung                    | Natación      | 25 m braza 1B femenino                              |
| Caroline Troxler-Kung                    | Natación      | 25 m espalda 1B femenino                            |
| Jack Hautle                              | Tiro con arco | Ronda novel clase abierta masculino                 |